# Phyllonorycter pseudoplataniella
Phyllonorycter pseudoplataniella is een vlinder uit de familie mineermotten (Gracillariidae). De wetenschappelijke naam is voor het eerst geldig gepubliceerd in 1874 door Ragonot.
De soort komt voor in Europa.